# Krasimira Filipova
Krasimira Filipova (en búlgaro, Красимира Филипова) es una ex gimnasta búlgara nacida en Sofía el 2 de febrero de 1949.

## Trayectoria
Fue una deportista destacada en la gimnasia rítmica mundial de la segunda mitad de la década de los años 60 y principios de los años 70. 
En 1967 estuvo en el campeonato del mundo celebrado en Copenhague donde obtuvo una medalla de bronce en la final de manos libres y fue séptima en el concurso completo individual.
En 1971, en el campeonato del mundo de La Habana logró la medalla de plata en aro, la de bronce en la de cuerda y el cuarto lugar en el concurso completo individual y en la final de cinta. 
En el campeonato del mundo de Róterdam de 1973 fue nuevamente cuarta en el concurso completo y obtuvo la medalla de plata en la final de aro; además del quinto puesto en pelota y del sexto en cinta.